# Подсолнечник
Подсо́лнечник (лат. Helianthus) — род растений семейства Астровые (Asteraceae).
Наиболее известные виды — подсолнечник однолетний и подсолнечник клубненосный.

## Этимология
Научное название рода (лат. Helianthus, «солнечный цветок»), происходит от греческих слов helius («солнце») и anthemon («цветок»). Русское название возникло из-за того, что растениям этого рода в большей степени по сравнению с другими растениями свойственен так называемый гелиотропизм — поворот раскрытых и обращённых к солнцу соцветий вслед за его перемещением по небосклону (частный случай фототропизма).
Этот полиморфный род, происходящий из Северной и Южной Америки, насчитывает по состоянию на декабрь 2022 года 69 подтверждённых видов. В основном травянистые виды произрастают в Северной Америке, полукустарниковые виды — преимущественно в Мексике и Перу. Некоторые виды растут как сорное растение.

## Биологическое описание

Иллюстрация модели Фогеля для n=1..500

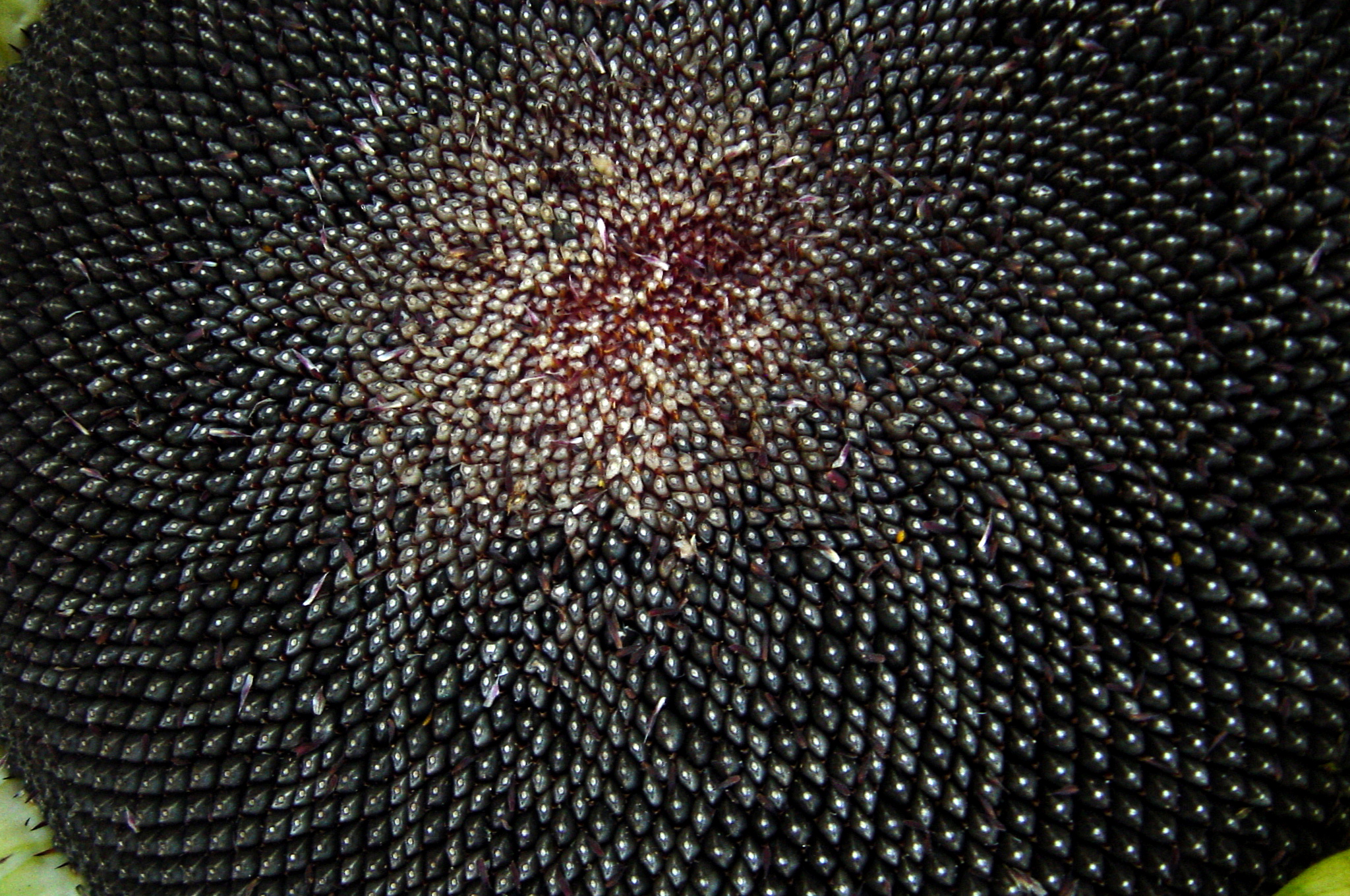
Распределение семян в подсолнечнике

Подсолнечникам характерен видовой полиморфизм. В зависимости от вида — это травы, полукустарники и кустарники. Большинство из них многолетники.
Подсолнечник относится к обширному полиморфному роду Helianthus семейства астровые — Asteraceae. Подсолнечник посевной — однолетнее растение с прямостоячим, грубым, покрытым жёсткими волосками стеблем высотой от 0,6 до 2,5 м и мощной корневой системой, проникающей в почву на глубину до 2 — 3 м.
Среднее число листьев в разных условиях составляет у среднеспелых сортов 28 — 32, раннеспелых и скороспелых — 24 — 28.
Характерен высокий стебель, покрытый супротивными или попеременными жёсткими листьями.
Соцветие — корзинка. Обёртка состоит из 2 или многих рядов листков; общее цветоложе плоское, либо более или менее выпуклое, покрытое сложенными вдоль плёнчатыми, иногда довольно жёсткими, прицветниками; краевые цветки бесполые, язычковые, расположены в 1 ряд; центральные цветки обоеполые трубчатые.
Плод — продолговатая четырёхгранная или сжатая с боков семянка, несущая 2-4 сваливающихся острия, или 2 довольно крупных, сухо-кожистых чешуйки. Один подсолнечник может дать в среднем до 2000 семян.
Учёный Х. Фогель (H. Vogel) в 1979 году предложил модель для распределения цветков и семян в корзинке цветка подсолнечника, которая имеет вид:
{\displaystyle r=c{\sqrt {n}}},
{\displaystyle \theta =n\times 137{,}5^{\circ }},
где θ — угол, r — радиус или расстояние от центра, а n — номер цветка и c — константа. Это форма спирали Ферма

## Хозяйственное значение и применение

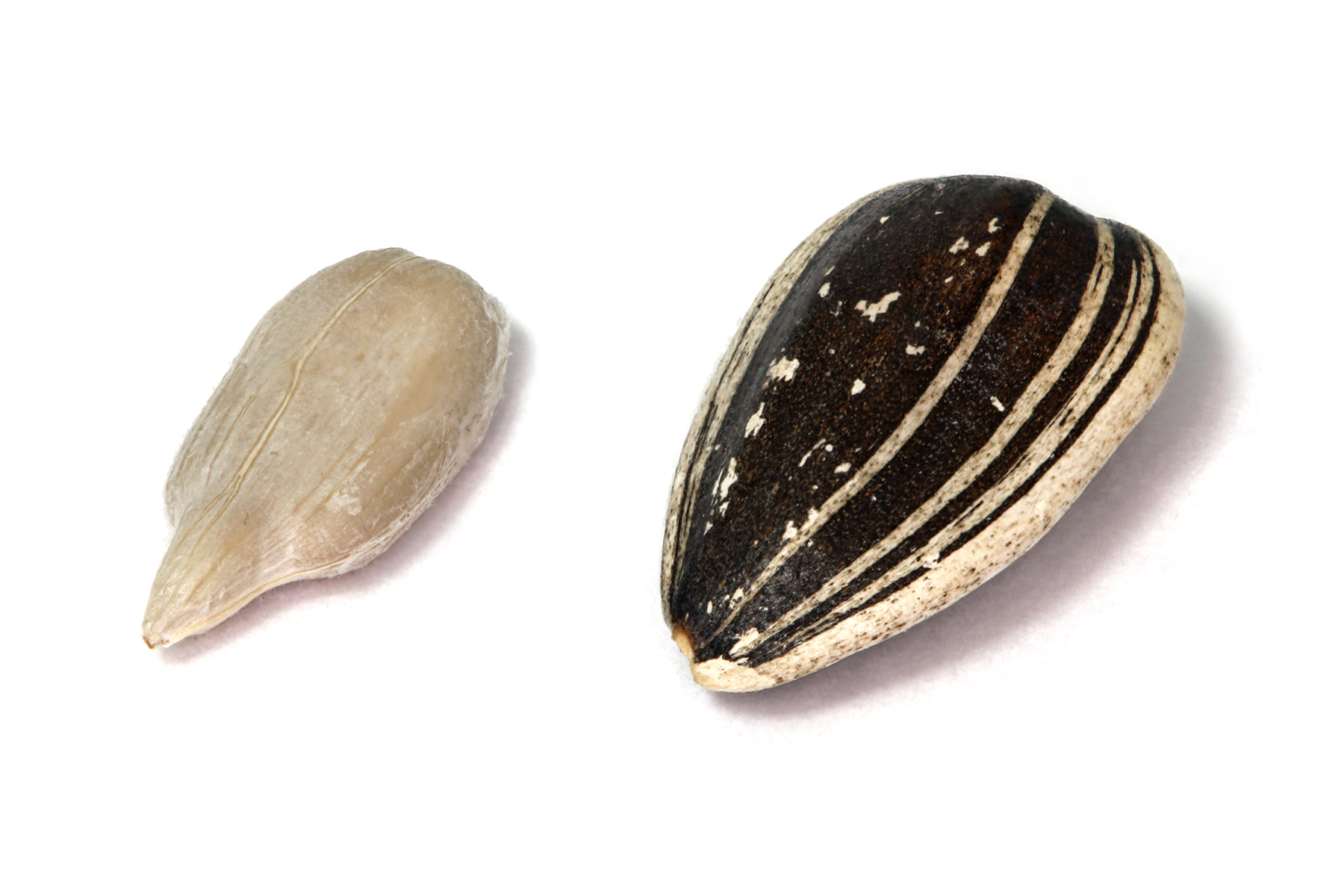
Семя (слева) и плод (справа) подсолнечника однолетнего

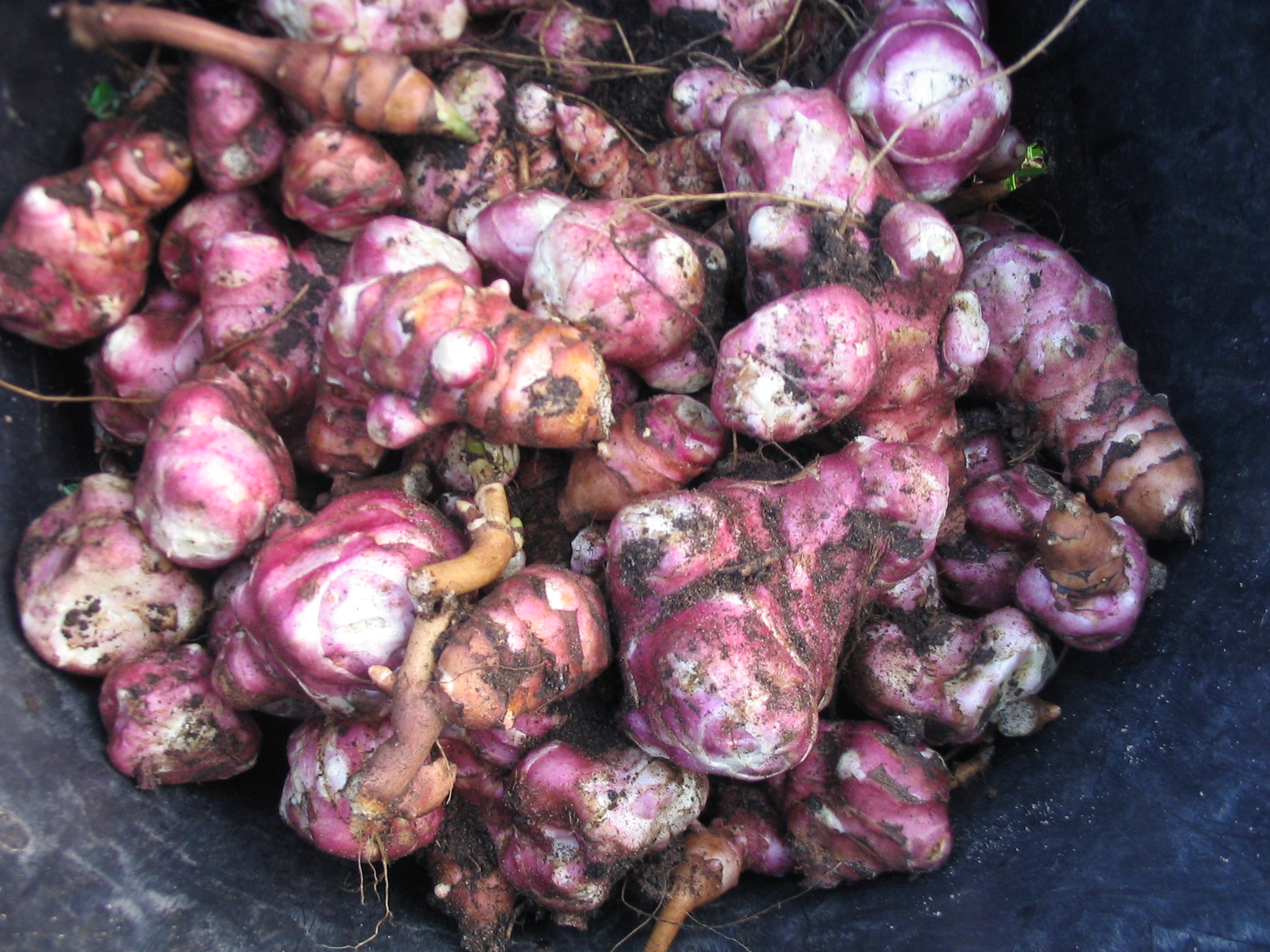
Клубни подсолнечника клубненосного

Наиболее известные и распространённые виды подсолнечника — это подсолнечник масличный, или однолетний и топинамбур, или подсолнечник клубненосный.
Подсолнечник однолетний выращивается практически во всём мире и используется в качестве пищевого (плоды, подсолнечная халва, подсолнечные козинаки, подсолнечное масло, саломас, маргарин), медоносного, лекарственного (настойка, масло), кормового (жмых, шрот, силос, сенаж, обмолоченные корзинки, полова), технического (производство бумаги, поташа, мыла, топлива, лакокрасочных материалов), каучуконосного, мелиоративного, декоративного растения.

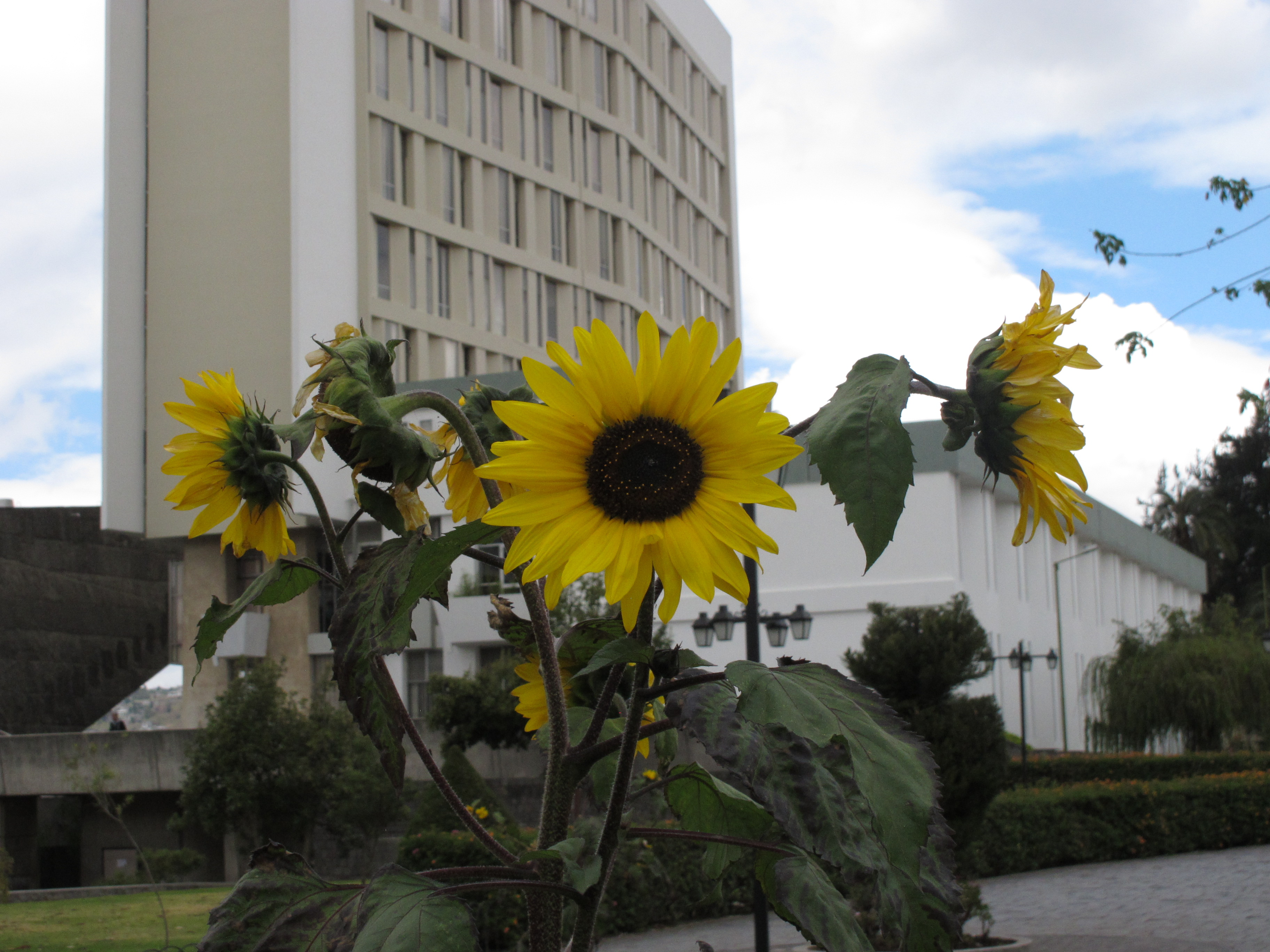
Подсолнечник около кампуса Национальная политехническая школа (Эквадор)

В 100 кг подсолнечного шрота около 100 кормовых единиц и до 41 кг переваримого протеина (в пересчёте на абсолютно сухое вещество).
Подсолнечный жмых содержит 30-40 % протеина; 7-15 % сырого жира; 6-7 % минеральных веществ; 5-18 % клетчатки; Имеются витамины A, B, E. В 1 кг продукта содержится: до 14 мг пантотеновой кислоты, 0,3 мг каротина, до 48 мг никотиновой кислоты, 6-9 мг рибофлавина, 13 мг тиамина.
Подсолнечник клубненосный, также выращивается в промышленных масштабах и используется в качестве пищевого (клубни, суррогат кофе, чипсы, инулин, патока), медоносного, кормового (клубни, силос, сенаж, комбикорм), мелиоративного, декоративного растения.
Другие виды растений рода Подсолнечник менее распространены и в основном используются в декоративных целях.

### В России
В 2024 году валовой сбор семян подсолнечника в весе после доработки в РФ составил 16574,4 тыс. т. За 5 лет сбор увеличился на 7,8% (на 1195,1 тыс. т), за 10 лет — на 95,4% (на 8093,4 тыс. т).
ТОП-10 регионов по валовым сборам подсолнечника в России в 2024 году (их доля в общем объеме сборов 77%):
1. Саратовская область. 2030,4 тыс. тонн (доля в общем объеме сборов 12,3 %).
2. Оренбургская область — 1861,9 тыс. тонн, рост на 29,7% (доля в общем объеме сборов 11,2 %).
3. Ростовская область  — 1570,1 тыс. тонн
4. Волгоградская область — 1409,6 тыс. тонн
5. Воронежская область — 1187,0 тыс. тонн
6. Самарская область — 1178,3 тыс. тонн
7. Алтайский край  — 1151,3 тыс. тонн
8. Краснодарский край — 929,9 тыс. тонн
9. Тамбовская область — 843,3 тыс. тонн
10. Пензенская область — 582,3 тыс. тонн

В 2020 году в России средняя урожайность подсолнечника составила 17,4 ц/га, что на 2,8 ц/га меньше, чем в 2019 году. С урожайностью более 30 ц/га на протяжении последних лет лидирующие места по урожайности подсолнечника занимает Брянская область наряду с Белгородской, Орловской и Курской областями.

## Подсолнечник в искусстве и литературе
Многие художники и поэты восхищаются цветками подсолнечника, они вдохновляют их на создание новых произведений искусства.
В Великобритании в викторианскую эпоху изображение этого цветка ткали на тканях, вырезали из дерева и ковали из металла. Оскар Уайльд назвал его символом эстетического движения, которое он сам и создал. В Италии поэты Эудженио Монтале и Габриэле д`Аннунцио восхищались им в своих стихах.
Необычную и оригинальную форму подсолнечника оценили не только садоводы, но и художники, такие, как например, Антонис Ван Дейк, Клод Моне, Винсент Ван Гог, Поль Гоген, Гюстав Кайботт и др.
Французский художник импрессионист Клод Моне (1840—1926) был садоводом-любителем, он особенно восхищался подсолнечниками и часто их изображал. Цветы и сады — излюбленная тема Моне отражена почти на всех репродукциях, украшающих его дом в Живерни в Верхней Нормандии на севере Франции. В 1883 году он искал уединения от натиска цивилизации и обрёл его в этом доме. Ему понравились светлые и просторные комнаты и близость к природе. Он очень любил цветы, но не внутри классических, геометрически правильных парков. Свой парк Клод Моне представлял как фейерверк — вдохновляемый, чувственный и украшенный подсолнечником. У него были самые разнообразные сорта этого растения, поэтому в его саду с ранней весны до поздней осени цвели подсолнечники. Сегодня дом принадлежит специальному фонду, поддерживающему сад и растения такими, какими они были при жизни художника в соответствии с его замыслами и планами.
Молодой голландский художник, живший в это же время на юге Франции в городке Арль Винсент Ван Гог (1853—1890) тоже очень любил подсолнечники. Известен портрет работы его друга Поля Гогена, разделявшего увлечение художника жёлтыми цветами («Портрет Ван Гога, пишущего подсолнухи». 1888). Гоген понимал как важна эта тема для его друга и считал «Подсолнухи» Ван Гога более живописными, чем у Моне. В 1888 году Ван Гог писал своему брату Тео: «Гоген сказал, что он видел подсолнухи Моне и мои ему нравятся больше». Свои художественные эксперименты, посвящённые, в том числе и цветовым контрастам, Ван Гог начал в Париже с натюрмортов с различными цветами. Когда художник перебрался на юг Франции в Арль, он начал писать цикл картин, посвящённый этим цветам. Ван Гог планировал написать 12 больших картин для своего дома. Так подсолнухи стали важной темой в его живописи.
Всего Ван Гог создал 11 картин с подсолнухами. Четыре натюрморта с сорванными подсолнухами написаны им в Париже в 1887 году. Ещё четыре картины были написаны в 1888 г. в Арле (из них три находятся — в Национальной галерее Лондона, новой пинакотеке в Мюнхене и в частной коллекции; одна — утрачена). Когда Ван Гог уехал из Арля, он создал ещё три авторских копии написанных подсолнухов. Самая знаменитая копия «лондонских» подсолнухов хранится в музее Ван Гога в Амстердаме. Так же он создал копию «арльских» подсолнухов на голубом фоне, сейчас она находится в музее искусств Филадельфии. Третья авторская копия погибшей картины «Подсолнухов» (1889) находится в Художественном музее имени японского сюрреалиста Сейджи Того в Токио.
Этот цветок, постоянно поворачивающийся к солнцу, ещё со времён барокко считался[кем?] эмблемой веры и верности как в религиозном, так и в человеческом смысле. Поэтому некоторые[какие?] исследователи творчества Ван Гога считают, что для него подсолнухи — не просто художественный мотив, не просто картина в жёлтых тонах, а символ верности и дружбы[уточнить]. А Ван Гог, как известно, был глубоко религиозным человеком, и, кроме того стремился завести в Арле круг верных друзей.

## Классификация

### Таксономия[3]
Helianthus L., 1753, Sp. Pl. : 904
Род Подсолнечник относится к семейству Астровые (Asteraceae) порядка Астроцветные (Asterales). Кладограмма в соответствии с Системой APG IV:
|  |                                      |  |                                   |                                   |                    |  | ещё 10 семейств |               |                  |                                                                                 |
|  |                                      |  |                                   |                                   |                    |  |                 |               |                  | 69 подтверждённых и 103 в статусе «непроверенных» видов и инфравидовых таксонов |
|  |                                      |  |                                   | порядок Астроцветные              |                    |  |                 |               | род Подсолнечник |                                                                                 |
|  |                                      |  |                                   | порядок Астроцветные              |                    |  |                 |               | род Подсолнечник |                                                                                 |
|  | отдел Цветковые, или Покрытосеменные |  |                                   |                                   | семейство Астровые |  |                 |               |                  |                                                                                 |
|  | отдел Цветковые, или Покрытосеменные |  |                                   |                                   |                    |  |                 |               |                  |                                                                                 |
|  |                                      |  | ещё 63 порядка цветковых растений | ещё 63 порядка цветковых растений |                    |  |                 | ещё 1804 рода | ещё 1804 рода    |                                                                                 |
|  |                                      |  |                                   | ещё 63 порядка цветковых растений |                    |  |                 |               | ещё 1804 рода    |                                                                                 |

## Виды
| |  |  |  |  |
| Виды подсолнечника, слева направо: Helianthus atrorubens, Helianthus occidentalis, Helianthus grosseserratus, Helianthus maximiliani, Helianthus laetiflorus |  |  |  |  |

Некоторые из них:
- Helianthus annuus — Подсолнечник однолетний, или подсолнечник масличный, или подсолнечник обыкновенный — самый распространённый в культуре вид.
- Helianthus argophyllus — Подсолнечник остролистный — возделывают как декоративное растение.
- Helianthus atrorubens — Подсолнечник красностебельный — возделывают как декоративное растение.
- Helianthus cucumerifolius — Подсолнечник огурцелистный, или подсолнечник огурцеобразный — возделывают как декоративное растение.
- Helianthus decapetalus — Подсолнечник десятилепестный — возделывают как декоративное растение.
- Helianthus laetiflorus — Подсолнечник яркоцветковый — возделывают как декоративное растение.
- Helianthus lenticularus — Подсолнечник линзообразный — сорное растение.
- Helianthus maximiliani — Подсолнечник Максимилиана — североамериканский вид, культивируется как декоративный.
- Helianthus tuberosus — Подсолнечник клубненосный, или топинамбур, или земляная груша — распространённый в культуре вид.